# Голос. Діти (перший сезон)
Перший сезон шоу «Голос. Діти» —українське вокальне талант-шоу виробництва «1+1 Продакшн». Виходив на каналі «1+1» щонеділі о 20:00 від 4 листопада 2012 до 6 січня 2013.
Тренерами першого сезону шоу стали Тіна Кароль, Олег Скрипка, Світлана Лобода.

## Наосліп
| Випуск  | Тренери та їхні учасники                                             | Тренери та їхні учасники                                  | Тренери та їхні учасники                                                                                | Тренери та їхні учасники |
| Випуск  | Олег Скрипка                                                         | Тіна Кароль                                               | Світлана Лобода                                                                                         |                          |
| ------- | -------------------------------------------------------------------- | --------------------------------------------------------- | --- | ------------------------ |
| 01      | Микола Задерей                                                       | Христина Дутчак Ірина Сотник Соломія Лук'янець            | Вікторія Литвинчук Арсен Шавлюк Іван Кирилко                                                            |                          |
| 02      | Максим Опанащук Сергій Черепахін Марія Круценко Катерина Качановська | Юрій Самарський Руслана Калашнікова                       | Ольга Дулумбаджі                                                                                        |                          |
| 03      | Андрій Бойко                                                         | Дар'я Соколовська                                         | Валентин Фоменко Діана Коровнікова Христина Кочегарова Аліна Овчаренко Анастасія Деменович Юрій Привика |                          |
| 04      | Єва Панаріна Назарій Стінянський Марія Кондратенко Анна Ткач         | Ольга Мішагіна Валерія Коваленко Микита Кіоссе            | Єлизавета Соболєва                                                                                      |                          |
| 05      | Микита Коновалов Дар'я Федоренко та Софія Провоторова Софія Сахарова | Діана Піхун Христина Карабанова Андрій та Іван Мандрікови | Еліна Сосновська                                                                                        |                          |
| 06      | Вікторія Калашнікова Анастасія Кузів                                 | Марина Черкасова Софія Тарасова Поліна Югай               | Богдан Денис Валерія Хоменко Арсен Биков                                                                |                          |
| Загалом | 15                                                                   | 15                                                        | 15 |                          |

## Вокальні бої
| Випуск | №  | Учасники                  | Учасники                  | Учасники                             | Учасники                             | Учасники            | Учасники            | Пісня                                  | Тренер (помічник)        |
| ------ | -- | ------------------------- | ------------------------- | ------------------------------------ | ------------------------------------ | ------------------- | ------------------- | -------------------------------------- | ------------------------ |
| 07     | 1  | Валерія Хоменко           | Валерія Хоменко           | Вікторія Литвинчук                   | Вікторія Литвинчук                   | Христина Кочегарова | Христина Кочегарова | The Winner Takes It All («ABBA»)       | Світлана (Арсен Мірзоян) |
| 07     | 2  | Діана Піхур               | Діана Піхур               | Ірина Сотник                         | Ірина Сотник                         | Ольга Мішагіна      | Ольга Мішагіна      | Вдоль по Питерской                     | Тіна (Павло Табаков)     |
| 07     | 3  | Микола Задерей            | Микола Задерей            | Назарій Стінянський                  | Назарій Стінянський                  | Сергій Черепахін    | Сергій Черепахін    | Jamaica (Робертіно Лореті)             | Олег (Ілларія)           |
| 07     | 4  | Валерія Коваленко         | Валерія Коваленко         | Поліна Югай                          | Поліна Югай                          | Соломія Лук'янець   | Соломія Лук'янець   | Чорнобривці (Костянтин Огнєвий)        | Тіна (Павло)             |
| 07     | 5  | Богдан Денис              | Богдан Денис              | Еліна Сосновська                     | Еліна Сосновська                     | Єлизавета Соболєва  | Єлизавета Соболєва  | I Will Always Love You (Вітні Г'юстон) | Світлана (Арсен)         |
| 07     | 6  | Анна Ткач                 | Анна Ткач                 | Марія Куценко                        | Марія Куценко                        | Софія Сахарова      | Софія Сахарова      | Не плачте рожі                         | Олег (Ілларія)           |
| 07     | 7  | Дар'я Соколовська         | Дар'я Соколовська         | Софія Тарасова                       | Софія Тарасова                       | Христина Дутчак     | Христина Дутчак     | The Best (Бонні Тайлер)                | Тіна (Павло)             |
| 08     | 8  | Анастасія Кузів           | Анастасія Кузів           | Катерина Качановська                 | Катерина Качановська                 | Марія Кондратенко   | Марія Кондратенко   | Я же говорила (Ані Лорак)              | Олег (Ілларія)           |
| 08     | 9  | Анастасія Деменович       | Анастасія Деменович       | Арсен Шавлюк                         | Арсен Шавлюк                         | Діана Коровнікова   | Діана Коровнікова   | Песенка разбойников (Олег Анофрієв)    | Світлана (Арсен)         |
| 08     | 10 | Марина Черкасова          | Марина Черкасова          | Микита Кіоссе                        | Микита Кіоссе                        | Руслана Калашнікова | Руслана Калашнікова | My Heart Will Go On (Селін Діон)       | Тіна (Павло)             |
| 08     | 11 | Арсен Биков               | Арсен Биков               | Іван Кирилко                         | Іван Кирилко                         | Юрій Привика        | Юрій Привика        | Пісня про рушник (Олександр Таранець)  | Світлана (Арсен)         |
| 08     | 12 | Андрій та Іван Мандрікови | Андрій та Іван Мандрікови | Христина Карабанова                  | Христина Карабанова                  | Юрій Самарський     | Юрій Самарський     | Fairytale (Олександр Рибак)            | Тіна (Павло)             |
| 08     | 13 | Вікторія Калишнікова      | Вікторія Калишнікова      | Дар'я Федоренко та Софія Проворотова | Дар'я Федоренко та Софія Проворотова | Єва Панаріна        | Єва Панаріна        | Ой у вишневому саду                    | Олег (Ілларія)           |
| 08     | 14 | Аліна Овчаренко           | Аліна Овчаренко           | Валентин Фоменко                     | Валентин Фоменко                     | Ольга Дулумбаджі    | Ольга Дулумбаджі    | Someone like You (Адель)               | Світлана (Арсен)         |
| 08     | 15 | Андрій Бойко              | Андрій Бойко              | Максим Опанасюк                      | Максим Опанасюк                      | Микита Коновалов    | Микита Коновалов    | Поліна («Бумбокс»)                     | Олег (Ілларія)           |

## Півфінал
| Випуск | №  | Учасник                   | Пісня                                  | Тренер   |
| ------ | -- | ------------------------- | -------------------------------------- | -------- |
| 09     | 1  | Марія Кондратенко         | Happy New Year («ABBA»)                | Олег     |
| 09     | 2  | Арсен Шавлюк              | Рюмка водки на столе («Григорій Лепс») | Світлана |
| 09     | 3  | Соломія Лук'янець         | Il dolce suono                         | Тіна     |
| 09     | 4  | Андрій Бойко              | Галю, приходь («Воплі Відоплясова»)    | Олег     |
| 09     | 5  | Вікторія Литвинчук        | Je suis malade (Даліда)                | Світлана |
| 09     | 6  | Ольга Мішагіна            | Три белых коня (Ларина Доліна)         | Тіна     |
| 09     | 7  | Юрій Привика              | Холодно («Океан Ельзи»)                | Світлана |
| 09     | 8  | Христина Дутчак           | The Show Must Go On («Queen»)          | Тіна     |
| 09     | 9  | Анна Ткач                 | Чарівна скрипка (Ніна Матвієнко)       | Олег     |
| 09     | 10 | Микола Задерей            | Hafanana (Афрік Сімон)                 | Олег     |
| 09     | 11 | Еліна Сосновська          | Три счастливых дня (Алла Пугачова)     | Світлана |
| 09     | 12 | Микита Кіоссе             | Earth Song (Майкл Джексон)             | Тіна     |
| 09     | 13 | Єва Панаріна              | Puttin' on the Ritz (Гаррі Річмен)     | Олег     |
| 09     | 14 | Ольга Дулумбаджі          | Обернись («Город 312»)                 | Світлана |
| 09     | 15 | Андрій та Іван Мандрікови | Новогодняя («Дискотека Авария»)        | Тіна     |

## Фінал

### Фінал: перший етап
| Випуск | № | Учасник                   | Пісня                                   | Тренер   |
| ------ | - | ------------------------- | --------------------------------------- | -------- |
| 10     | 1 | Єва Панаріна              | Lullaby of Birdland (Елла Фіцджеральд)  | Олег     |
| 10     | 2 | Андрій та Іван Мандрікови | Вахтёрам («Бумбокс»)                    | Тіна     |
| 10     | 3 | Еліна Сосновська          | Je t'aime (Лара Фабіан)                 | Світлана |
| 10     | 4 | Анна Ткач                 | Намалюй мені ніч (Софія Ротару)         | Олег     |
| 10     | 5 | Микита Кіоссе             | Відпусти («Океан Ельзи»)                | Тіна     |
| 10     | 6 | Вікторія Литвинчук        | Минає день, минає ніч (Микола Мозговий) | Світлана |
| 10     | 7 | Марія Кондратенко         | Ciao Bambino, Sorry (Мірей Матьє)       | Олег     |
| 10     | 8 | Юрій Привика              | Adagio (Лара Фабіан)                    | Світлана |
| 10     | 9 | Соломія Лук'янець         | Con te partirò (Андреа Бочеллі)         | Тіна     |

### Фінал: другий етап
| Випуск | №               | Тренер            | Учасники                      | Пісня |
| ------ | --------------- | ----------------- | ----------------------------- | ----- |
| 10     |                 |                   |                               |       |
| 1      | Олег Скрипка    | Анна Ткач         | Mama (Даліда)                 |       |
| 2      | Світлана Лобода | Еліна Сосновська  | 40 градусов (Світлана Лобода) |       |
| 3      | Тіна Кароль     | Соломія Лук'янець | Выше облаков (Тіна Кароль)    |       |